# Hopman Cup 1999
La Hopman Cup 1999 è stata l'11ª edizione della Hopman Cup,torneo di tennis riservato a squadre miste. 
Vi hanno partecipato 8 squadre di tutti i continenti e si è disputata al Burswood Entertainment Complex di Perth in Australia,
dal 2 al 9 gennaio 1999. La vittoria è andata alla coppia australiana formata da Jelena Dokić e Mark Philippoussis,
che hanno battuto la coppia svedese formata da Åsa Svensson e Jonas Björkman.

## Squadre
- Australia - Jelena Dokić e Mark Philippoussis
- Francia - Sandrine Testud e Guillaume Raoux
- Slovacchia - Karina Habšudová e Karol Kučera
- Sudafrica - Amanda Coetzer e Wayne Ferreira
- Spagna - Arantxa Sánchez Vicario e Carlos Moyá
- Svezia - Åsa Svensson e Jonas Björkman
- Svizzera - Martina Hingis e Ivo Herberger
- Stati Uniti - Lindsay Davenport e Jan-Michael Gambill
- Zimbabwe1 - Cara Black e Wayne Black

1Zimbabwe ha perso il turno di qualificazione contro la Francia,
ma ha preso il posto della Spagna nel match Sudafrica-Spagna.

## Play-off

### Francia vs. Zimbabwe
| Francia 2 | Burswood Entertainment Complex, Perth 2 gennaio - 9 gennaio 1999 Cemento indoor | Burswood Entertainment Complex, Perth 2 gennaio - 9 gennaio 1999 Cemento indoor | Zimbabwe 1 |     |     |  |
| \| \| \| \| 1 \| 2 \| 3 \| \| \| - \| \| ---------------------------------------------------------- \| --- \| --- \| --- \| \| \| 1 \| \| Sandrine Testud Cara Black \| 4 6 \| 6 1 \| 6 2 \| \| \| 2 \| \| Guillaume Raoux Wayne Black \| 6 1 \| 6 3 \| \| \| \| 3 \| \| Sandrine Testud / Guillaume Raoux Cara Black / Wayne Black \| 6 7 \| 6 7 \| \| \| |                                                                                 |                                                                                 |            |     |     |  |
| |                                                                                 |                                                                                 | 1          | 2   | 3   |  |
| 1 | Francia (bandiera) · Zimbabwe (bandiera)                                        | Sandrine Testud Cara Black                                                      | 4 6        | 6 1 | 6 2 |  |
| 2 | Francia (bandiera) · Zimbabwe (bandiera)                                        | Guillaume Raoux Wayne Black                                                     | 6 1        | 6 3 |     |  |
| 3 | Francia (bandiera) · Zimbabwe (bandiera)                                        | Sandrine Testud / Guillaume Raoux Cara Black / Wayne Black                      | 6 7        | 6 7 |     |  |

## Gruppo A

### Classifica
| Posizione | Nazione   | V     | S | Incontri | Set  |
| --------- | --------- | ----- | - | -------- | ---- |
| 1.        | Australia | 2     | 1 | 6-3      | 10-6 |
| 2.        | Sudafrica | 2     | 1 | 5-4      | 10-6 |
| 3.        | Francia   | 2     | 1 | 5-4      | 9-8  |
| 4.        | Spagna    | 0     | 2 | 1-5      | 2-9  |
| 5.        | Zimbabwe  | N / A |   |          |      |

### Australia vs. Francia
| Australia 2 | Burswood Entertainment Complex, Perth 2 gennaio - 9 gennaio 1999 Cemento indoor | Burswood Entertainment Complex, Perth 2 gennaio - 9 gennaio 1999 Cemento indoor | Francia 1 |     |   |  |
| \| \| \| \| 1 \| 2 \| 3 \| \| \| - \| \| ------------------------------------------------------------------- \| --- \| --- \| - \| \| \| 1 \| \| Jelena Dokić Sandrine Testud \| 6 1 \| 6 3 \| \| \| \| 2 \| \| Mark Philippoussis Guillaume Raoux \| 6 1 \| 6 2 \| \| \| \| 3 \| \| Jelena Dokić / Mark Philippoussis Sandrine Testud / Guillaume Raoux \| 2 6 \| 2 6 \| \| \| |                                                                                 |                                                                                 |           |     |   |  |
| |                                                                                 |                                                                                 | 1         | 2   | 3 |  |
| 1 | Australia (bandiera) · Francia (bandiera)                                       | Jelena Dokić Sandrine Testud                                                    | 6 1       | 6 3 |   |  |
| 2 | Australia (bandiera) · Francia (bandiera)                                       | Mark Philippoussis Guillaume Raoux                                              | 6 1       | 6 2 |   |  |
| 3 | Australia (bandiera) · Francia (bandiera)                                       | Jelena Dokić / Mark Philippoussis Sandrine Testud / Guillaume Raoux             | 2 6       | 2 6 |   |  |

### Australia vs. Sudafrica
| Australia 1 | Burswood Entertainment Complex, Perth 2 gennaio - 9 gennaio 1999 Cemento indoor | Burswood Entertainment Complex, Perth 2 gennaio - 9 gennaio 1999 Cemento indoor | Sudafrica 2 |     |   |  |
| \| \| \| \| 1 \| 2 \| 3 \| \| \| - \| \| ----------------------------------------------------------------- \| --- \| --- \| - \| \| \| 1 \| \| Jelena Dokić Amanda Coetzer \| 1 6 \| 0 6 \| \| \| \| 2 \| \| Mark Philippoussis Wayne Ferreira \| 2 6 \| 3 6 \| \| \| \| 3 \| \| Jelena Dokić / Mark Philippoussis Amanda Coetzer / Wayne Ferreira \| 6 2 \| 6 3 \| \| \| |                                                                                 |                                                                                 |             |     |   |  |
| |                                                                                 |                                                                                 | 1           | 2   | 3 |  |
| 1 | Australia (bandiera) · Sudafrica (bandiera)                                     | Jelena Dokić Amanda Coetzer                                                     | 1 6         | 0 6 |   |  |
| 2 | Australia (bandiera) · Sudafrica (bandiera)                                     | Mark Philippoussis Wayne Ferreira                                               | 2 6         | 3 6 |   |  |
| 3 | Australia (bandiera) · Sudafrica (bandiera)                                     | Jelena Dokić / Mark Philippoussis Amanda Coetzer / Wayne Ferreira               | 6 2         | 6 3 |   |  |

### Australia vs. Spagna
| Australia 3 | Burswood Entertainment Complex, Perth 2 gennaio - 9 gennaio 1999 Cemento indoor | Burswood Entertainment Complex, Perth 2 gennaio - 9 gennaio 1999 Cemento indoor | Spagna 0 |     |   |     |
| \| \| \| \| 1 \| 2 \| 3 \| \| \| - \| \| ----------------------------------------------------------------------- \| --- \| --- \| - \| --- \| \| 1 \| \| Jelena Dokić Arantxa Sánchez Vicario \| 6 3 \| 6 2 \| \| \| \| 2 \| \| Mark Philippoussis Carlos Moyá \| 6 4 \| 7 6 \| \| \| \| 3 \| \| Jelena Dokić / Mark Philippoussis Arantxa Sánchez Vicario / Carlos Moyá \| \| \| \| w/o \| |                                                                                 |                                                                                 |          |     |   |     |
| |                                                                                 |                                                                                 | 1        | 2   | 3 |     |
| 1 | Australia (bandiera) · Spagna (bandiera)                                        | Jelena Dokić Arantxa Sánchez Vicario                                            | 6 3      | 6 2 |   |     |
| 2 | Australia (bandiera) · Spagna (bandiera)                                        | Mark Philippoussis Carlos Moyá                                                  | 6 4      | 7 6 |   |     |
| 3 | Australia (bandiera) · Spagna (bandiera)                                        | Jelena Dokić / Mark Philippoussis Arantxa Sánchez Vicario / Carlos Moyá         |          |     |   | w/o |

### Francia vs. Sudafrica
| Francia 2 | Burswood Entertainment Complex, Perth 2 gennaio - 9 gennaio 1999 Cemento indoor | Burswood Entertainment Complex, Perth 2 gennaio - 9 gennaio 1999 Cemento indoor | Sudafrica 1 |     |   |  |
| \| \| \| \| 1 \| 2 \| 3 \| \| \| - \| \| ----------------------------------------------------------------- \| --- \| --- \| - \| \| \| 1 \| \| Sandrine Testud Amanda Coetzer \| 6 7 \| 1 6 \| \| \| \| 2 \| \| Guillaume Raoux Wayne Ferreira \| 6 3 \| 7 5 \| \| \| \| 3 \| \| Sandrine Testud / Guillaume Raoux Amanda Coetzer / Wayne Ferreira \| 7 6 \| 7 5 \| \| \| |                                                                                 |                                                                                 |             |     |   |  |
| |                                                                                 |                                                                                 | 1           | 2   | 3 |  |
| 1 | Francia (bandiera) · Sudafrica (bandiera)                                       | Sandrine Testud Amanda Coetzer                                                  | 6 7         | 1 6 |   |  |
| 2 | Francia (bandiera) · Sudafrica (bandiera)                                       | Guillaume Raoux Wayne Ferreira                                                  | 6 3         | 7 5 |   |  |
| 3 | Francia (bandiera) · Sudafrica (bandiera)                                       | Sandrine Testud / Guillaume Raoux Amanda Coetzer / Wayne Ferreira               | 7 6         | 7 5 |   |  |

### Francia vs. Spagna
| Francia 2 | Burswood Entertainment Complex, Perth 2 gennaio - 9 gennaio 1999 Cemento indoor | Burswood Entertainment Complex, Perth 2 gennaio - 9 gennaio 1999 Cemento indoor | Spagna 1 |     |     |  |
| \| \| \| \| 1 \| 2 \| 3 \| \| \| - \| \| ----------------------------------------------------------------------- \| --- \| --- \| --- \| \| \| 1 \| \| Sandrine Testud Arantxa Sánchez Vicario \| 6 1 \| 6 3 \| \| \| \| 2 \| \| Guillaume Raoux Carlos Moyá \| 6 7 \| 6 2 \| 3 6 \| \| \| 3 \| \| Sandrine Testud / Guillaume Raoux Arantxa Sánchez Vicario / Carlos Moyá \| 7 5 \| 7 5 \| \| \| |                                                                                 |                                                                                 |          |     |     |  |
| |                                                                                 |                                                                                 | 1        | 2   | 3   |  |
| 1 | Francia (bandiera) · Spagna (bandiera)                                          | Sandrine Testud Arantxa Sánchez Vicario                                         | 6 1      | 6 3 |     |  |
| 2 | Francia (bandiera) · Spagna (bandiera)                                          | Guillaume Raoux Carlos Moyá                                                     | 6 7      | 6 2 | 3 6 |  |
| 3 | Francia (bandiera) · Spagna (bandiera)                                          | Sandrine Testud / Guillaume Raoux Arantxa Sánchez Vicario / Carlos Moyá         | 7 5      | 7 5 |     |  |

### Sudafrica vs. Zimbabwe (Spagna)
| Sudafrica 2 | Burswood Entertainment Complex, Perth 2 gennaio - 9 gennaio 1999 Cemento indoor | Burswood Entertainment Complex, Perth 2 gennaio - 9 gennaio 1999 Cemento indoor | Zimbabwe 1 |     |   |     |
| \| \| \| \| 1 \| 2 \| 3 \| \| \| - \| \| -------------------------------------------------------- \| --- \| --- \| - \| --- \| \| 1 \| \| Amanda Coetzer Cara Black \| 6 3 \| 6 4 \| \| \| \| 2 \| \| Wayne Ferreira Wayne Black \| 7 5 \| 7 6 \| \| \| \| 3 \| \| Amanda Coetzer / Wayne Ferreira Cara Black / Wayne Black \| \| \| \| w/o \| |                                                                                 |                                                                                 |            |     |   |     |
| |                                                                                 |                                                                                 | 1          | 2   | 3 |     |
| 1 | Sudafrica (bandiera) · Zimbabwe (bandiera)                                      | Amanda Coetzer Cara Black                                                       | 6 3        | 6 4 |   |     |
| 2 | Sudafrica (bandiera) · Zimbabwe (bandiera)                                      | Wayne Ferreira Wayne Black                                                      | 7 5        | 7 6 |   |     |
| 3 | Sudafrica (bandiera) · Zimbabwe (bandiera)                                      | Amanda Coetzer / Wayne Ferreira Cara Black / Wayne Black                        |            |     |   | w/o |

## Gruppo B

### Classifica
| Posizione | Nazione     | V | S | Incontri | Set  |
| --------- | ----------- | - | - | -------- | ---- |
| 1.        | Svezia      | 3 | 0 | 6-3      | 12-8 |
| 2.        | Stati Uniti | 1 | 2 | 5-4      | 11-9 |
| 3.        | Svizzera    | 1 | 2 | 4-5      | 9-11 |
| 4.        | Slovacchia  | 1 | 2 | 3-6      | 9-13 |

### Svezia vs. Slovacchia
| Svezia 2 | Burswood Entertainment Complex, Perth 2 gennaio - 9 gennaio 1999 Cemento indoor | Burswood Entertainment Complex, Perth 2 gennaio - 9 gennaio 1999 Cemento indoor | Slovacchia 1 |     |     |  |
| \| \| \| \| 1 \| 2 \| 3 \| \| \| - \| \| ------------------------------------------------------------- \| --- \| --- \| --- \| \| \| 1 \| \| Åsa Svensson Karina Habšudová \| 3 6 \| 3 6 \| \| \| \| 2 \| \| Jonas Björkman Karol Kučera \| 7 5 \| 6 1 \| \| \| \| 3 \| \| Åsa Svensson / Jonas Björkman Karina Habšudová / Karol Kučera \| 6 3 \| 3 6 \| 6 1 \| \| |                                                                                 |                                                                                 |              |     |     |  |
| |                                                                                 |                                                                                 | 1            | 2   | 3   |  |
| 1 | Svezia (bandiera) · Slovacchia (bandiera)                                       | Åsa Svensson Karina Habšudová                                                   | 3 6          | 3 6 |     |  |
| 2 | Svezia (bandiera) · Slovacchia (bandiera)                                       | Jonas Björkman Karol Kučera                                                     | 7 5          | 6 1 |     |  |
| 3 | Svezia (bandiera) · Slovacchia (bandiera)                                       | Åsa Svensson / Jonas Björkman Karina Habšudová / Karol Kučera                   | 6 3          | 3 6 | 6 1 |  |

### Slovacchia vs. Svizzera
| Slovacchia 2 | Burswood Entertainment Complex, Perth 2 gennaio - 9 gennaio 1999 Cemento indoor | Burswood Entertainment Complex, Perth 2 gennaio - 9 gennaio 1999 Cemento indoor | Svizzera 1 |     |     |  |
| \| \| \| \| 1 \| 2 \| 3 \| \| \| - \| \| -------------------------------------------------------------- \| --- \| --- \| --- \| \| \| 1 \| \| Karina Habšudová Martina Hingis \| 0 6 \| 3 6 \| \| \| \| 2 \| \| Karol Kučera Ivo Herberger \| 6 7 \| 6 4 \| 6 3 \| \| \| 3 \| \| Karina Habšudová / Karol Kučera Martina Hingis / Ivo Herberger \| 6 4 \| 6 0 \| \| \| |                                                                                 |                                                                                 |            |     |     |  |
| |                                                                                 |                                                                                 | 1          | 2   | 3   |  |
| 1 | Slovacchia (bandiera) · Svizzera (bandiera)                                     | Karina Habšudová Martina Hingis                                                 | 0 6        | 3 6 |     |  |
| 2 | Slovacchia (bandiera) · Svizzera (bandiera)                                     | Karol Kučera Ivo Herberger                                                      | 6 7        | 6 4 | 6 3 |  |
| 3 | Slovacchia (bandiera) · Svizzera (bandiera)                                     | Karina Habšudová / Karol Kučera Martina Hingis / Ivo Herberger                  | 6 4        | 6 0 |     |  |

### Slovacchia vs. Stati Uniti
| Slovacchia 0 | Burswood Entertainment Complex, Perth 2 gennaio - 9 gennaio 1999 Cemento indoor | Burswood Entertainment Complex, Perth 2 gennaio - 9 gennaio 1999 Cemento indoor | Stati Uniti 3 |     |     |  |
| \| \| \| \| 1 \| 2 \| 3 \| \| \| - \| \| ----------------------------------------------------------------------- \| --- \| --- \| --- \| \| \| 1 \| \| Karina Habšudová Lindsay Davenport \| 4 6 \| 2 6 \| \| \| \| 2 \| \| Karol Kučera Jan-Michael Gambill \| 7 5 \| 6 7 \| 4 6 \| \| \| 3 \| \| Karina Habšudová / Karol Kučera Lindsay Davenport / Jan-Michael Gambill \| 5 7 \| 3 6 \| \| \| |                                                                                 |                                                                                 |               |     |     |  |
| |                                                                                 |                                                                                 | 1             | 2   | 3   |  |
| 1 | Slovacchia (bandiera) · Stati Uniti (bandiera)                                  | Karina Habšudová Lindsay Davenport                                              | 4 6           | 2 6 |     |  |
| 2 | Slovacchia (bandiera) · Stati Uniti (bandiera)                                  | Karol Kučera Jan-Michael Gambill                                                | 7 5           | 6 7 | 4 6 |  |
| 3 | Slovacchia (bandiera) · Stati Uniti (bandiera)                                  | Karina Habšudová / Karol Kučera Lindsay Davenport / Jan-Michael Gambill         | 5 7           | 3 6 |     |  |

### Svezia vs. Svizzera
| Svezia 2 | Burswood Entertainment Complex, Perth 2 gennaio - 9 gennaio 1999 Cemento indoor | Burswood Entertainment Complex, Perth 2 gennaio - 9 gennaio 1999 Cemento indoor | Svizzera 1 |     |     |  |
| \| \| \| \| 1 \| 2 \| 3 \| \| \| - \| \| ------------------------------------------------------------ \| --- \| --- \| --- \| \| \| 1 \| \| Åsa Svensson Martina Hingis \| 2 6 \| 2 6 \| \| \| \| 2 \| \| Jonas Björkman Ivo Herberger \| 6 2 \| 6 0 \| \| \| \| 3 \| \| Åsa Svensson / Jonas Björkman Martina Hingis / Ivo Herberger \| 2 6 \| 6 3 \| 6 4 \| \| |                                                                                 |                                                                                 |            |     |     |  |
| |                                                                                 |                                                                                 | 1          | 2   | 3   |  |
| 1 | Svezia (bandiera) · Svizzera (bandiera)                                         | Åsa Svensson Martina Hingis                                                     | 2 6        | 2 6 |     |  |
| 2 | Svezia (bandiera) · Svizzera (bandiera)                                         | Jonas Björkman Ivo Herberger                                                    | 6 2        | 6 0 |     |  |
| 3 | Svezia (bandiera) · Svizzera (bandiera)                                         | Åsa Svensson / Jonas Björkman Martina Hingis / Ivo Herberger                    | 2 6        | 6 3 | 6 4 |  |

### Svezia vs. Stati Uniti
| Svezia 2 | Burswood Entertainment Complex, Perth 2 gennaio - 9 gennaio 1999 Cemento indoor | Burswood Entertainment Complex, Perth 2 gennaio - 9 gennaio 1999 Cemento indoor | Stati Uniti 1 |     |   |  |
| \| \| \| \| 1 \| 2 \| 3 \| \| \| - \| \| --------------------------------------------------------------------- \| --- \| --- \| - \| \| \| 1 \| \| Åsa Svensson Lindsay Davenport \| 2 6 \| 0 6 \| \| \| \| 2 \| \| Jonas Björkman Jan-Michael Gambill \| 6 2 \| 6 4 \| \| \| \| 3 \| \| Åsa Svensson / Jonas Björkman Lindsay Davenport / Jan-Michael Gambill \| 7 6 \| 6 4 \| \| \| |                                                                                 |                                                                                 |               |     |   |  |
| |                                                                                 |                                                                                 | 1             | 2   | 3 |  |
| 1 | Svezia (bandiera) · Stati Uniti (bandiera)                                      | Åsa Svensson Lindsay Davenport                                                  | 2 6           | 0 6 |   |  |
| 2 | Svezia (bandiera) · Stati Uniti (bandiera)                                      | Jonas Björkman Jan-Michael Gambill                                              | 6 2           | 6 4 |   |  |
| 3 | Svezia (bandiera) · Stati Uniti (bandiera)                                      | Åsa Svensson / Jonas Björkman Lindsay Davenport / Jan-Michael Gambill           | 7 6           | 6 4 |   |  |

### Svizzera vs. Stati Uniti
| Svizzera 2 | Burswood Entertainment Complex, Perth 2 gennaio - 9 gennaio 1999 Cemento indoor | Burswood Entertainment Complex, Perth 2 gennaio - 9 gennaio 1999 Cemento indoor | Stati Uniti 1 |     |     |  |
| \| \| \| \| 1 \| 2 \| 3 \| \| \| - \| \| ---------------------------------------------------------------------- \| --- \| --- \| --- \| \| \| 1 \| \| Martina Hingis Lindsay Davenport \| 6 3 \| 5 7 \| 6 2 \| \| \| 2 \| \| Ivo Herberger Jan-Michael Gambill \| 4 6 \| 4 6 \| \| \| \| 3 \| \| Martina Hingis / Ivo Herberger Lindsay Davenport / Jan-Michael Gambill \| 6 3 \| 6 3 \| \| \| |                                                                                 |                                                                                 |               |     |     |  |
| |                                                                                 |                                                                                 | 1             | 2   | 3   |  |
| 1 | Svizzera (bandiera) · Stati Uniti (bandiera)                                    | Martina Hingis Lindsay Davenport                                                | 6 3           | 5 7 | 6 2 |  |
| 2 | Svizzera (bandiera) · Stati Uniti (bandiera)                                    | Ivo Herberger Jan-Michael Gambill                                               | 4 6           | 4 6 |     |  |
| 3 | Svizzera (bandiera) · Stati Uniti (bandiera)                                    | Martina Hingis / Ivo Herberger Lindsay Davenport / Jan-Michael Gambill          | 6 3           | 6 3 |     |  |

## Finale
| Australia 2 | Burswood Entertainment Complex, Perth 9 gennaio 1999 Cemento indoor | Burswood Entertainment Complex, Perth 9 gennaio 1999 Cemento indoor | Svezia 1 |     |   |  |
| \| \| \| \| 1 \| 2 \| 3 \| \| \| - \| \| --------------------------------------------------------------- \| --- \| --- \| - \| \| \| 1 \| \| Jelena Dokić Åsa Svensson \| 6 2 \| 7 6 \| \| \| \| 2 \| \| Mark Philippoussis Jonas Björkman \| 6 3 \| 7 6 \| \| \| \| 3 \| \| Jelena Dokić / Mark Philippoussis Åsa Svensson / Jonas Björkman \| 6 8 \| \| \| \| |                                                                     |                                                                     |          |     |   |  |
| |                                                                     |                                                                     | 1        | 2   | 3 |  |
| 1 | Australia (bandiera) · Svezia (bandiera)                            | Jelena Dokić Åsa Svensson                                           | 6 2      | 7 6 |   |  |
| 2 | Australia (bandiera) · Svezia (bandiera)                            | Mark Philippoussis Jonas Björkman                                   | 6 3      | 7 6 |   |  |
| 3 | Australia (bandiera) · Svezia (bandiera)                            | Jelena Dokić / Mark Philippoussis Åsa Svensson / Jonas Björkman     | 6 8      |     |   |  |

## Campioni
| Vincitori della Hopman Cup 1999 |
| ------------------------------- |
| Australia (1º titolo)           |